# فيزا (فلم)
فيزا أو تأشيرة سفر هو فيلم قصير تونسي من إخراج إبراهيم اللطيّف في 2004. حصل على التانيت الذهبي في أيام قرطاج السينمائية.

## روابط خارجية
- مقالات تستعمل روابط فنية بلا صلة مع ويكي بيانات